# Borzavár
Borzavár je vesnice v Maďarsku v župě Veszprém, spadající pod okres Zirc. Nachází se asi 3 km severozápadně od Zirce a asi 25 km severozápadně od Veszprému. V roce 2015 zde žilo 704 obyvatel. Dle údajů z roku 2011 tvoří 87 % obyvatelstva Maďaři, 0,3 % Romové a 0,3 % Ukrajinci, přičemž 13 % obyvatel se k národnosti nevyjádřilo.
Sousedními sídly jsou vesnice Porva a město Zirc.